# Андромер
Андромер — деревня в Плюсском районе Псковской области в составе городского поселения Заплюсье
Расположена южнее озера Песно, в 20 км к юго-востоку от райцентра Плюсса и в 5 км к юго-западу от волостного центра Заполье.
| 2001 | 2002 | 2010 |
| ---- | ---- | ---- |
| 435  | ↘358 | ↘270 |

## История
До 2015 года входила в состав ныне упразднённого сельского поселения Запольская волость.